# 1694年康熙大地震
1694年康熙大地震，指的是康熙卅三年疑似發生於台北的大地震，並造成台北盆地地層嚴重下陷，因此形成「康熙台北湖」。

## 背景
郁永河所著《裨海紀遊》描繪該湖景色為：
|  | 由淡水港入，前望兩山夾峙處，曰：甘答門，水道甚隘，入門，水忽廣，漶為大湖，渺無涯矣。 |

而關於康熙台北湖的成因，郁永河轉述淡水社社長張大的描述：
|  | 張大云：『此地高山四繞，周廣百餘里，中為平原，唯一溪流水，麻少翁等三社，緣溪而居。甲戌（康熙33年）四月，地動不休，番人恐怖，相率徙去，俄陷為巨浸，距今不三年耳。』指淺處猶有竹樹梢出水面，三社舊址可識，滄桑之變，信有之乎？ |

註釋：所謂的「麻少翁等三社」，即指麻少翁、大浪泵與唭里岸三社。

## 存在爭議
徐明同教授根據陳正祥教授「康熙臺北湖湖岸與今日10公尺等高線一致」的推測，估計造成如此地陷的地震規模可能達 7.0。惟此一規模的大地震必然造成相當嚴重的破壞，質疑為何在當時的其他文獻上並沒有任何紀錄。
氣象局地震測報中心主任郭鎧紋認為，該地震若真有發生成因是山腳斷層錯動，根據2012年經濟部中央地質調查所探勘此斷層的結果，判定為1萬年內未曾經活動過的第二類活動斷層，否定因山腳斷層曾經導致此次地震。

## 相關作品
- 徐毅振《康熙台北湖》

## 參照
- 台灣地震列表